# Rosemary Yiameos
Rosemary Charlotte Yiameos (* 15. Dezember 1974 auf Patmos, Griechenland) ist eine US-amerikanische Musikerin griechischer Abstammung. Seit 2002 ist sie als Solo-Oboistin beim Sinfonieorchester St. Gallen tätig.

## Leben

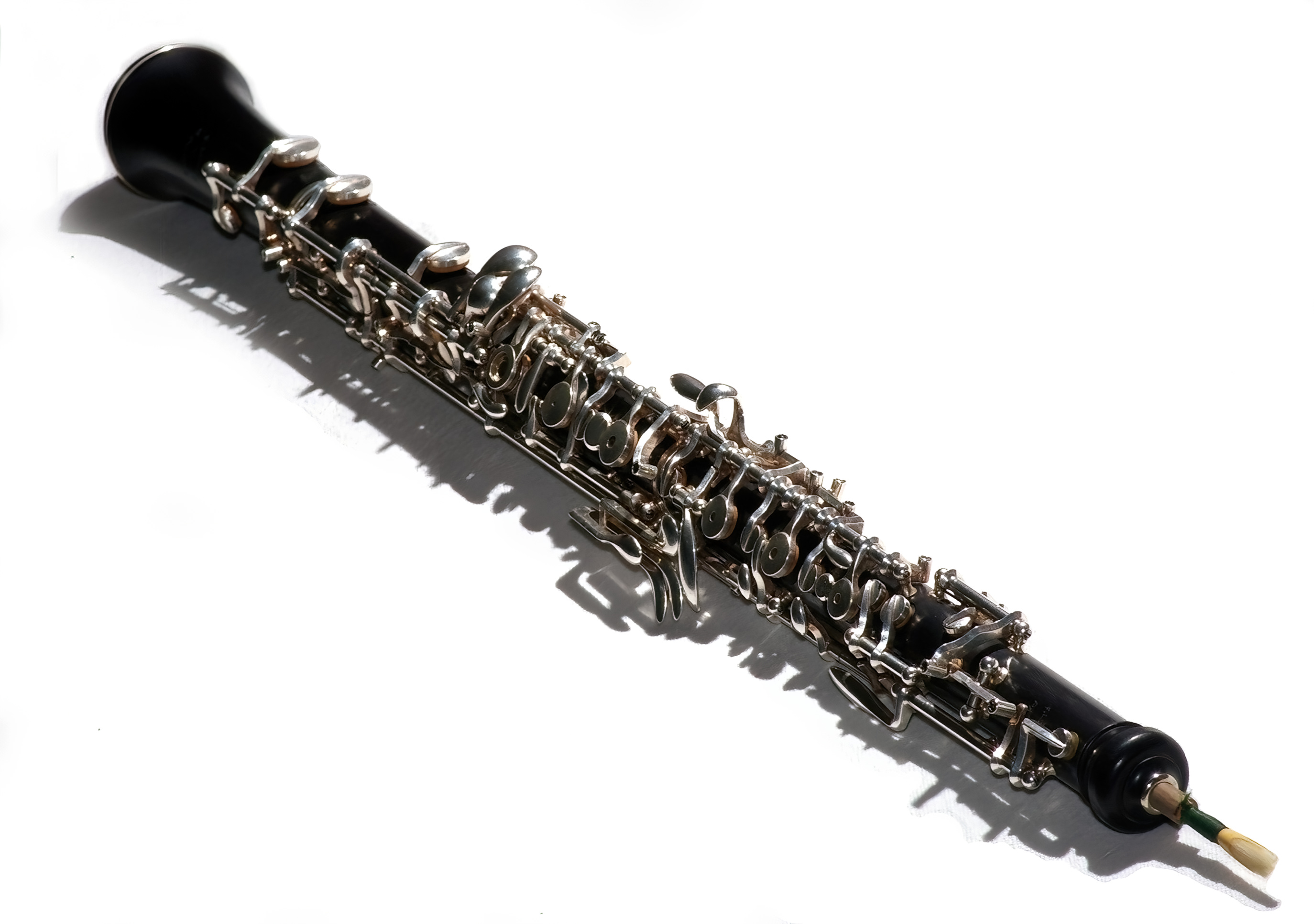
Eine klassische, moderne Oboe, das „Arbeitsgerät“ von Rosemary Yiameos

Rosemary Yiameos wurde auf der griechischen Insel Patmos geboren, wuchs jedoch nach der Trennung ihrer Eltern bei ihrer Mutter in New York auf. Nachdem sie bereits als Kind ihre Liebe zur Oboe entdeckt hatte, trat sie im Alter von 11 Jahren in die Juilliard School ein. An der Eastman School of Music in Rochester (New York) erwarb sie 1996 den Abschluss Bachelor of Music und an der Shepherd School of Music der Rice University in Houston (Texas) im Jahr 1999 den Master of Music.
 Im Rahmen eines einjährigen Postgraduiertenstudiums konnte sie anschließend als Fulbright-Stipendiatin ihre Ausbildung in Deutschland an der Hochschule für Musik in Freiburg im Breisgau bei Heinz Holliger vervollständigen und schloss diese im Jahr 2000 mit einem Solistendiplom mit Auszeichnung ab.
Im Jahr 2001 war sie Zweitplatzierte bei der International Fernand Gillet-Hugo Fox Competition der International Double Reed Society in Morgantown (Virginia), nachdem sie zwei Jahre zuvor dort bereits eine „Honorable Mention“ (deutsch „Ehrenvolle Erwähnung“) erhalten hatte.
Seit 2002 ist Rosemary Yiameos als Solo-Oboistin des Sinfonieorchesters St. Gallen tätig. Sie gibt ausserdem regelmässig Konzerte und tritt mit Kammermusik-Ensembles auf.

## Konzertpartner und Festivals
Yiameos konzertierte bereits während ihres Studiums in den Vereinigten Staaten mit zahlreichen bekannten Orchestern, unter anderem mit dem Houston Symphony Orchestra und dem New World Symphony Orchestra. Während ihres Studienaufenthalts in Deutschland war sie Mitglied der Jungen Deutschen Philharmonie sowie der Orchesterakademie der Bamberger Symphoniker. 
Sie war auf den grossen internationalen Musikfestivals in Tanglewood, Sarasota und Aspen sowie auf dem Norfolk Chamber Music Festival und dem National Repertory Orchestra zu hören. Während mehrerer Sommer trat sie als Solo-Oboistin beim Musikfestival in Crested Butte (Colorado) auf. 

## Auszeichnungen und Ehrungen
- 1999 Fulbright-Stipendium
- 1999 International Fernand Gillet-Hugo Fox Competition („Honorable Mention“)
- 2001 International Fernand Gillet-Hugo Fox Competition (2. Platz)